# Stefan Meining
Stefan Meining (geboren 1964 in München) ist ein deutscher Historiker, Buchautor, Journalist und Fernsehredakteur.

## Leben
Meining studierte Geschichte an der Ludwig-Maximilians-Universität München, erwarb 1992 den Magister Artium und promovierte 2001 an der Universität der Bundeswehr München bei Michael Wolffsohn mit einer Dissertation zum Thema „Kommunistische Judenpolitik. Die DDR, Israel und die Juden“.
Seit 1996 ist er Redakteur beim Bayerischen Rundfunk. Er unternahm zahlreiche Auslandsreisen und berichtete über Probleme christlicher Minderheiten, unter anderem in Syrien, dem Irak, der Türkei und dem Libanon. Meining gilt als Terrorismus-Experte. 2020 übernahm er die Leitung des ARD-Politmagazins report München.
Daneben schrieb er mehrere Bücher. In „Eine Moschee in Deutschland: Nazis, Geheimdienste und der Aufstieg des politischen Islam im Westen“ beschrieb er die Zusammenarbeit des NS-Regimes mit Muslimen als Ausgangspunkt für die Ausbreitung des radikalen Islam in Deutschland bis heute. In seinem Buch „Geheimakte Asyl: Wie die Politik in der Flüchtlingsfrage Deutschlands Sicherheit gefährdet“ schreibt er über vermeintliche Gefahren, die von der Politik der Bundesregierung im Rahmen der Flüchtlingskrise in Deutschland 2015/2016 ausgingen. So seien seiner Auffassung nach Warnungen vor möglichen Terroristen und Kriminellen unter den Migranten ignoriert worden, da die Vorgabe der Politik gelautet habe, es gebe kein Sicherheitsproblem.

## Bücher
- Geheimakte Asyl: Wie die Politik in der Flüchtlingsfrage Deutschlands Sicherheit gefährdet. Ein Insiderbericht (Auszüge bei Google Books), dtv, 2019, ISBN 978-3-42326-230-9.
- Eine Moschee in Deutschland: Nazis, Geheimdienste und der Aufstieg des politischen Islam im Westen (Auszüge bei Google Books), C.H. Beck, 2011, ISBN 978-3-40661-411-8.
- Kommunistische Judenpolitik. Die DDR, die Juden und Israel, LIT-Verlag, 2002, ISBN 978-3-82585-470-6.

## Dokumentarfilme
- Zwischen Halbmond und Hakenkreuz (ARD, 2006)
- Missbrauch in der katholischen Kirche: Eine Frau kämpft um Aufklärung (BR, 2019)[12]

## Auszeichnung
- Romy – Preis der Akademie (2019)[12]